# Авјерноз
Авјерноз (фр. Aviernoz) је насељено место у Француској у региону Рона-Алпи, у департману Горња Савоја.
По подацима из 2011. године у општини је живело 779 становника, а густина насељености је износила 48,99 становника/km².

## Демографија
| 1962. | 1968. | 1975. | 1982. | 1990. | 2011. |
| ----- | ----- | ----- | ----- | ----- | ----- |
| 306   | 310   | 281   | 356   | 444   | 779   |